# Mohamed Madihi
Mohamed Madihi (15 febbraio 1979) è un ex calciatore marocchino, di ruolo centrocampista.

## Carriera

### Club
Ha giocato nel campionato marocchino e saudita.

### Nazionale
Tra il 2002 e il 2008 è sceso in campo 8 volte con la maglia della nazionale.